# Canonical Ltd.
Canonical Ltd - är ett privatägt företag, grundat och finansierat av sydafrikanen Mark Shuttleworth. Företaget har som syfte att stödja öppen källkod-program.
Projekt som de stödjer är bland andra:
- Ubuntu, en Linuxdistribution samt varianterna Kubuntu (med KDE istället för GNOME) , Xubuntu (med Xfce) och Edubuntu som är inriktat mot skolmiljö.
- Launchpad, webbapplikation för utveckling av öppna projekt, med system för att hantera bland annat buggar och översättningar. Ubuntu är ett av de projekt som använder Launchpad idag.
- Bazaar-ng, ett versionshanteringsystem specialiserat på projekt där utvecklarna är spridda.
- Go Open Source-kampanjen.
- TheOpenCD, fri programvara för Windows som ska klara de flesta vanliga uppgifterna.